# Friktion

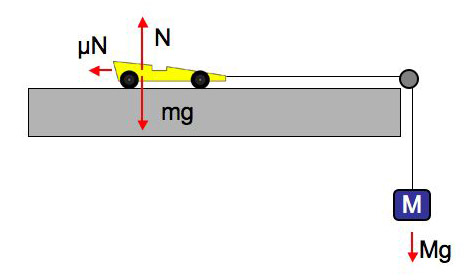
Krafter vid friktion.

Friktion avser inom fysiken en kraft som strävar att motverka den relativa rörelsen mellan två ytor som är i kontakt med varandra. Friktion uppkommer genom ojämnheter och adhesion mellan ytorna. Friktion är inte en materialegenskap. Det är kombinationen av ytornas material, kraften med vilken de trycks mot varandra, om de är i rörelse eller i vila i förhållande till varandra, som bestämmer friktionens storlek. För fasta kroppar är lim den ena ytterligheten med stor friktionskraft och smörjmedel den motsatta med liten friktionskraft. Ämnet studeras inom tribologin. 
Friktion eller glidningsmotstånd har att göra med hur ytan på materialet är beskaffad. En slät och jämn yta som på is ger mindre friktion än en skrovlig och knottrig yta som på betong. Det beror helt enkelt på att utsprång på den ena kroppen tar i fördjupningar på den andra, så att det behövs extra kraft för att få dem loss igen. De elektromagnetiska krafterna mellan atomer spelar emellertid också en betydande roll. När två kroppar är i nära kontakt håller atomerna fast vid varandra och verkar då i motsatt riktning mot rörelsen. På så sätt omvandlas kinetisk energi (rörelseenergi) till värme. Detta fenomen utnyttjas till exempel i vanliga tändstickor. De elektromagnetiska krafterna har så stor betydelse att de markant påverkar hur kraftig friktionen blir. Det gäller till exempel material som is, glas och gummi, som alla vart och ett är mycket släta men har låg respektive medelhög och hög friktion. Skillnaden mellan dem beror på att atomerna och de tillhörande elektronmolnen påverkar varandra olika beroende på typen av ämne. Det betyder att de enstaka atomerna inte glider jämnt över varandra utan mer eller mindre hoppar och skuttar fram. Fysiker talar om flera slags friktion, primär statisk och dynamisk friktion. När man till exempel knuffar till en bok som ligger stilla, måste man först övervinna den statiska friktionen. När boken väl är i rörelse, uppträder den dynamiska friktionen.
I vardagen är friktion absolut nödvändig för att saker och ting skall fungera ordentligt. I en bil gör friktionen till exempel att motorns kraft kan överföras till vägen via däcken. Därför utvecklas däck för att ha största möjliga friktion, medan motorns delar smörjs med olja, så att friktionen minskas, och kraften inte går förlorad.
Friktionen är inte en fundamental kraft utan är en manifestation av elektromagnetiska krafter. När kontaktytorna rör sig relativt varandra under friktionens kraftverkan, omvandlas det utförda arbetet (enligt kraften × vägen) till värme. 
Friktion mellan fasta föremål kallas ofta torr friktion, medan friktionskrafter mellan vätskor eller gaser kallas viskös friktion. Därtill används begreppet inre friktion, som beskriver en kropps förmåga att återta sin form efter deformation av en yttre last. Glidmotståndet mellan två ytor beror mindre på ytans textur/ojämnheter och mer på kemiska bindningar mellan ytorna. Friktion har stor betydelse för trafiksäkerheten. Det gäller i synnerhet väglag med split friction.

## Yttre friktion
Charles-Augustin de Coulomb fann att den yttre friktionskraften, inom vissa gränser, är proportionell mot normalkraften. För en kropp som påverkas av normalkraften N är friktionen given av sambandet F = μN, där μ är friktionstalet. Friktionen verkar i en riktning som är vinkelrät mot normalkraften. 
Friktionstalet påverkas av den pålagda kraften. Generellt är μ = μ(N); det vill säga när normalkraften N ändras, så ändras proportionalitetsfaktorn μ. Mellan vissa typer av ytor ändras friktionen ganska mycket när normalkraften ändras. Ett exempel är en isig vägbana med ett tunt snötäcke; där kan friktionen med ett visst däck på en lätt bil bli mycket annorlunda än med samma däck på en tyngre bil. Av denna anledning ska hjullasten mätas när vägbanors friktion mäts.
Friktionstalet kan även variera med temperaturen. Ett exempel på detta är friktionen mellan ett vägfordons bromstrumma och bromsbelägg, där friktionen och därmed bromsverkan kan avta snabbt när temperaturen stiger över en kritisk nivå.
Innan glidningen börjar kan friktionen i vila bli större än den under rörelse, så att en större kraft behövs för att sätta igång rörelsen än för att bibehålla glidning.
För att minska friktionen kan man tillsätta talg, såpa, olja eller andra smörjmedel. Dessa ämnen kan på olika sätt bidra till minskad friktion. Smörjmedlet kan bilda hydrodynamisk smörjfilm som helt eller delvis skiljer de mekaniska ytorna ifrån varandra, så att friktionen blir mycket låg. Ämnen med låg hållfasthet, till exempel teflon, kan ge lägre friktion. Det kan även vara ämnen som kemiskt kan bilda skikt så att den yttre friktionen blir mycket låg. I stället uppstår inre friktion.
Coulomb använde en tribometer för att mäta friktionskrafterna. 
Den yttre friktionen är en makroskopisk respons, dels från ojämnheter i gitter, dels från de mikroskopiska elektriska krafterna mellan atomer och molekyler.

### Bromsande friktion
När ett föremål glider på marken ändras farten enligt formeln 

{\displaystyle v_{t}=v_{0}-{\frac {F\cdot t}{m}}=v_{0}-{g\cdot \mu \cdot t}}

där vt är farten efter en viss tid, v0 är begynnelsefarten, F är friktionskraften mellan marken och föremålet, t är tiden och m är föremålets massa, när friktionskraften är riktad i motsatta riktningen av hastigheten. Där formeln för F är lika med
{\displaystyle F={N\cdot \mu }}
Där {\displaystyle N} är normalkraften ({\displaystyle {m\cdot g}}) och µ är friktionstalet.
Vid mätning av friktion mellan däck och vägbana skiljer man på bromsfriktion och sidofriktion. Sidofriktionen är ungefär hälften så stor som bromsfriktionen.

### Friktionstal
| Ämnen                        | Ytornas beskaffenhet    | Friktionstal | Friktionstal |
| ---------------------------- | ----------------------- | ------------ | ------------ |
| Ämnen                        | Ytornas beskaffenhet    | Rörelse      | Vila         |
| Trä mot trä                  | torra                   | 0,2–0,5      | 0,3–0,6      |
| Trä mot trä                  | bestrukna med torr tvål | 0,15         | 0,36         |
| Trä mot trä                  | bestrukna med torr talg | 0,07         | 0,19         |
| Trä mot trä                  | fuktade med vatten      | 0,25         | 0,68         |
| Trä mot metall               | torra                   | 0,42         | 0,60         |
| Trä mot metall               | fuktade med vatten      | 0,24         | 0,65         |
| Metall mot metall            | torra                   | 0,18         | 0,18         |
| Metall mot metall            | bestrukna med svinfett  | 0,09         | 0,10         |
| Läder mot trä                | lädret något fettigt    | 0,30         | 0,47         |
| Läder mot gjutjärn           | lädret något fettigt    | 0,23         | 0,28         |
| Sandsten mot stål            | stenen finkornig, våt   | 0,94         |              |
| Sandsten mot smidesjärn      | stenen finkornig, våt   | 1,0          |              |
| Stål mot is                  |                         | 0,014        | 0,027        |
| Vinterdäck mot vanlig is     |                         | 0,1–0,3      |              |
| Odubbade däck mot blixthalka |                         | <0,05        |              |

## Viskös friktion
Viskös friktion uppstår i gaser och vätskor som är i rörelse och är orsaken till att rörelsen så småningom avstannar. Se viskositet och dämpning.

## Vägfriktion
Vägfriktionstalet är kvoten mellan friktionskraft och normalkraft mellan däck och vägbana. Den totala friktionen kan uppdelas i en tangentiell del, bromsfriktion, och en radiell del, sidofriktion.  Sidofriktionen är den del av den totala friktionen som förare normalt utnyttjar under körning i kurva.